# Éliminatoires de la Coupe du monde de football 2014, zone Europe, groupe I
Cet article donne les résultats des matches du groupe I de la zone Europe du tour préliminaire de la coupe du monde de football 2014.

## Classement
| Rang | Équipe      | Pts | J | G | N | P | Bp | Bc | Diff |  | Résultats (▼ dom., ► ext.) |     |     |     |     |     |
| ---- | ----------- | --- | - | - | - | - | -- | -- | ---- |  | -------------------------- | --- | --- | --- | --- | --- |
| 1    | Espagne     | 20  | 8 | 6 | 2 | 0 | 14 | 3  | +11  |  | Espagne                    |     | 1-1 | 1-1 | 2-0 | 2-1 |
| 2    | France      | 17  | 8 | 5 | 2 | 1 | 15 | 6  | +9   |  | France                     | 0-1 |     | 3-0 | 3-1 | 3-1 |
| 3    | Finlande    | 9   | 8 | 2 | 3 | 3 | 5  | 9  | -4   |  | Finlande                   | 0-2 | 0-1 |     | 1-1 | 1-0 |
| 4    | Géorgie     | 5   | 8 | 1 | 2 | 5 | 3  | 10 | -7   |  | Géorgie                    | 0-1 | 0-0 | 0-1 |     | 1-0 |
| 5    | Biélorussie | 4   | 8 | 1 | 1 | 6 | 7  | 16 | -9   |  | Biélorussie                | 0-4 | 2-4 | 1-1 | 2-0 |     |

- La Biélorussie est éliminée depuis le 6 septembre 2013 à la suite du match nul (0-0) entre la France et la Géorgie, sans avoir joué lors de cette journée.
- La Géorgie et la Finlande ne peuvent plus se qualifier à la suite de la victoire de la France en Biélorussie.
- L'Espagne est assurée d'être au moins deuxième du groupe grâce à sa victoire (0-2) en Finlande.
- La France est assurée d'être au moins deuxième du groupe grâce à sa victoire (4-2) en Biélorussie.

## Résultats et calendrier
Le calendrier du Groupe I a été négocié lors d'une réunion entre les différentes fédérations à Paris, France, le 23 septembre 2011.
| 1re journée                  | Géorgie         | 1 – 0   | Biélorussie | Stade Boris-Paichadze, Tbilissi                         |                                                         |
| 7 septembre 2012 21:00 UTC+4 | Okriashvili 52e | (0 – 0) |             | Spectateurs : 20 000 Arbitrage : Stanislav Todorov (en) | Spectateurs : 20 000 Arbitrage : Stanislav Todorov (en) |
| 7 septembre 2012 21:00 UTC+4 | Rapport         |         |             | Spectateurs : 20 000 Arbitrage : Stanislav Todorov (en) | Spectateurs : 20 000 Arbitrage : Stanislav Todorov (en) |

| 7 septembre 2012 | Finlande | 0 – 1   | France    | Olympiastadion, Helsinki                       |                                                |
| 21:30 UTC+3      |          | (0 – 1) | 20e Diaby | Spectateurs : 35 111 Arbitrage : Craig Thomson | Spectateurs : 35 111 Arbitrage : Craig Thomson |
| 21:30 UTC+3      | Rapport  |         |           | Spectateurs : 35 111 Arbitrage : Craig Thomson | Spectateurs : 35 111 Arbitrage : Craig Thomson |

| 2e journée                    | France                               | 3 – 1   | Biélorussie | Stade de France, Saint-Denis                        |                                                     |
| 11 septembre 2012 21:00 UTC+2 | Capoue 48e · Jallet 68e · Ribéry 80e | (0 – 0) | 71e Putsila | Spectateurs : 52 552 Arbitrage : Hüseyin Göçek (en) | Spectateurs : 52 552 Arbitrage : Hüseyin Göçek (en) |
| 11 septembre 2012 21:00 UTC+2 | Rapport                              |         |             | Spectateurs : 52 552 Arbitrage : Hüseyin Göçek (en) | Spectateurs : 52 552 Arbitrage : Hüseyin Göçek (en) |

| 11 septembre 2012 | Géorgie | 0 – 1   | Espagne     | Stade Boris-Paichadze, Tbilissi                    |                                                    |
| 21:30 UTC+4       |         | (0 – 0) | 86e Soldado | Spectateurs : 54 598 Arbitrage : Svein Oddvar Moen | Spectateurs : 54 598 Arbitrage : Svein Oddvar Moen |
| 21:30 UTC+4       | Rapport |         |             | Spectateurs : 54 598 Arbitrage : Svein Oddvar Moen | Spectateurs : 54 598 Arbitrage : Svein Oddvar Moen |

| 3e journée                  | Finlande       | 1 – 1   | Géorgie    | Olympiastadion, Helsinki                             |                                                      |
| 12 octobre 2012 18:30 UTC+3 | Hämäläinen 62e | (0 – 0) | 56e Kashia | Spectateurs : 12 607 Arbitrage : Ievgenii Aranovskiy | Spectateurs : 12 607 Arbitrage : Ievgenii Aranovskiy |
| 12 octobre 2012 18:30 UTC+3 | Rapport        |         |            | Spectateurs : 12 607 Arbitrage : Ievgenii Aranovskiy | Spectateurs : 12 607 Arbitrage : Ievgenii Aranovskiy |

| 12 octobre 2012 | Biélorussie | 0 – 4   | Espagne                      | Stade Dinamo, Minsk                                  |                                                      |
| 21:00 UTC+3     |             | (0 – 2) | 12e Alba · 21e 69e 79e Pedro | Spectateurs : 28 800 Arbitrage : Serge Gumienny (en) | Spectateurs : 28 800 Arbitrage : Serge Gumienny (en) |
| 21:00 UTC+3     | Rapport     |         |                              | Spectateurs : 28 800 Arbitrage : Serge Gumienny (en) | Spectateurs : 28 800 Arbitrage : Serge Gumienny (en) |

| 4e journée                  | Biélorussie             | 2 – 0   | Géorgie | Stade Dinamo, Minsk                                         |                                                             |
| 16 octobre 2012 19:00 UTC+3 | Bressan 6e · Drahun 28e | (2 – 0) |         | Spectateurs : 15 300 Arbitrage : Robert Schöergenhofer (en) | Spectateurs : 15 300 Arbitrage : Robert Schöergenhofer (en) |
| 16 octobre 2012 19:00 UTC+3 | Rapport                 |         |         | Spectateurs : 15 300 Arbitrage : Robert Schöergenhofer (en) | Spectateurs : 15 300 Arbitrage : Robert Schöergenhofer (en) |

| 16 octobre 2012 | Espagne   | 1 – 1   | France       | Stade Vicente-Calderón, Madrid               |                                              |
| 21:00 UTC+2     | Ramos 25e | (1 – 0) | 90+4e Giroud | Spectateurs : 46 825 Arbitrage : Felix Brych | Spectateurs : 46 825 Arbitrage : Felix Brych |
| 21:00 UTC+2     | Rapport   |         |              | Spectateurs : 46 825 Arbitrage : Felix Brych | Spectateurs : 46 825 Arbitrage : Felix Brych |

| 5e journée               | France                                   | 3 – 1   | Géorgie        | Stade de France, Saint-Denis                |                                             |
| 22 mars 2013 21:00 UTC+1 | Giroud 45+1e · Valbuena 47e · Ribéry 61e | (1 – 0) | 71e Kobakhidze | Spectateurs : 71 147 Arbitrage : Ivan Bebek | Spectateurs : 71 147 Arbitrage : Ivan Bebek |
| 22 mars 2013 21:00 UTC+1 | Rapport                                  |         |                | Spectateurs : 71 147 Arbitrage : Ivan Bebek | Spectateurs : 71 147 Arbitrage : Ivan Bebek |

| 22 mars 2013 | Espagne   | 1 – 1   | Finlande  | El Molinón, Gijón                               |                                                 |
| 20:45 UTC+1  | Ramos 49e | (0 – 0) | 79e Pukki | Spectateurs : 27 637 Arbitrage : Ovidiu Haţegan | Spectateurs : 27 637 Arbitrage : Ovidiu Haţegan |
| 20:45 UTC+1  | Rapport   |         |           | Spectateurs : 27 637 Arbitrage : Ovidiu Haţegan | Spectateurs : 27 637 Arbitrage : Ovidiu Haţegan |

| 6e journée               | France  | 0 – 1   | Espagne   | Stade de France, Saint-Denis                   |                                                |
| 26 mars 2013 21:00 UTC+1 |         | (0 – 0) | 58e Pedro | Spectateurs : 78 329 Arbitrage : Viktor Kassai | Spectateurs : 78 329 Arbitrage : Viktor Kassai |
| 26 mars 2013 21:00 UTC+1 | Rapport |         |           | Spectateurs : 78 329 Arbitrage : Viktor Kassai | Spectateurs : 78 329 Arbitrage : Viktor Kassai |

| 7e journée              | Finlande         | 1 – 0   | Biélorussie | Olympiastadion, Helsinki                    |                                             |
| 7 juin 2013 19:00 UTC+3 | Shitov 57e (csc) | (0 – 0) |             | Spectateurs : 24 916 Arbitrage : Eli Hacmon | Spectateurs : 24 916 Arbitrage : Eli Hacmon |
| 7 juin 2013 19:00 UTC+3 | Rapport          |         |             | Spectateurs : 24 916 Arbitrage : Eli Hacmon | Spectateurs : 24 916 Arbitrage : Eli Hacmon |

| 8e journée               | Biélorussie     | 1 – 1   | Finlande  | Stade central, Gomel                                |                                                     |
| 11 juin 2013 20:00 UTC+3 | Verkhovtsov 85e | (0 – 1) | 24e Pukki | Spectateurs : 10 100 Arbitrage : Libor Kovařík (en) | Spectateurs : 10 100 Arbitrage : Libor Kovařík (en) |
| 11 juin 2013 20:00 UTC+3 | Rapport         |         |           | Spectateurs : 10 100 Arbitrage : Libor Kovařík (en) | Spectateurs : 10 100 Arbitrage : Libor Kovařík (en) |

| 9e journée                   | Géorgie | 0 – 0   | France | Stade Boris-Paichadze, Tbilissi                     |                                                     |
| 6 septembre 2013 22:15 UTC+4 |         | (0 - 0) |        | Spectateurs : 26 360 Arbitrage : Fırat Aydınus (en) | Spectateurs : 26 360 Arbitrage : Fırat Aydınus (en) |
| 6 septembre 2013 22:15 UTC+4 | Rapport |         |        | Spectateurs : 26 360 Arbitrage : Fırat Aydınus (en) | Spectateurs : 26 360 Arbitrage : Fırat Aydınus (en) |

| 6 septembre 2013 | Finlande | 0 – 2   | Espagne                | Olympiastadion, Helsinki                    |                                             |
| 21:30 UTC+3      |          | (0 - 1) | 19e Alba · 86e Negredo | Spectateurs : 37 492 Arbitrage : Ivan Bebek | Spectateurs : 37 492 Arbitrage : Ivan Bebek |
| 21:30 UTC+3      | Rapport  |         |                        | Spectateurs : 37 492 Arbitrage : Ivan Bebek | Spectateurs : 37 492 Arbitrage : Ivan Bebek |

| 10e journée                   | Biélorussie                  | 2 – 4   | France                                        | Stade central, Gomel                            |                                                 |
| 10 septembre 2013 21:00 UTC+3 | Filipenko 32e · Kalachev 57e | (1 - 0) | 47e (pen.) 64e Ribéry · 70e Nasri · 73e Pogba | Spectateurs : 12 203 Arbitrage : Daniele Orsato | Spectateurs : 12 203 Arbitrage : Daniele Orsato |
| 10 septembre 2013 21:00 UTC+3 | Rapport                      |         |                                               | Spectateurs : 12 203 Arbitrage : Daniele Orsato | Spectateurs : 12 203 Arbitrage : Daniele Orsato |

| 10 septembre 2013 | Géorgie | 0 – 1   | Finlande     | Stade Mikhaïl-Meskhi, Tbilissi                         |                                                        |
| 22:00 UTC+4       |         | (0 - 0) | 74e Eremenko | Spectateurs : 25 321 Arbitrage : Leontios Trattou (de) | Spectateurs : 25 321 Arbitrage : Leontios Trattou (de) |
| 22:00 UTC+4       | Rapport |         |              | Spectateurs : 25 321 Arbitrage : Leontios Trattou (de) | Spectateurs : 25 321 Arbitrage : Leontios Trattou (de) |

| 11e journée                 | Espagne                | 2 – 1   | Biélorussie    | Iberostar Estadio, Palma                     |                                              |
| 11 octobre 2013 22:00 UTC+2 | Xavi 61e · Negredo 78e | (0 - 0) | 89e Kornilenko | Spectateurs : 22 900 Arbitrage : Bas Nijhuis | Spectateurs : 22 900 Arbitrage : Bas Nijhuis |
| 11 octobre 2013 22:00 UTC+2 | Rapport                |         |                | Spectateurs : 22 900 Arbitrage : Bas Nijhuis | Spectateurs : 22 900 Arbitrage : Bas Nijhuis |

| 12e journée                 | Espagne                | 2 – 0   | Géorgie | Estadio Carlos Belmonte, Albacete |                           |
| 15 octobre 2013 21:00 UTC+2 | Negredo 26e · Mata 61e | (1 - 0) |         | Arbitrage : Florian Meyer         | Arbitrage : Florian Meyer |
| 15 octobre 2013 21:00 UTC+2 | Rapport                |         |         | Arbitrage : Florian Meyer         | Arbitrage : Florian Meyer |

| 15 octobre 2013 | France                                     | 3 – 0   | Finlande | Stade de France, Saint-Denis    |                                 |
| 21:00 UTC+2     | Ribéry 8e · Toivio 76e (csc) · Benzema 87e | (1 - 0) |          | Arbitrage : Michael Koukoulakis | Arbitrage : Michael Koukoulakis |
| 21:00 UTC+2     | Rapport                                    |         |          | Arbitrage : Michael Koukoulakis | Arbitrage : Michael Koukoulakis |

## Buteurs
Au 15 octobre 2013, 42 buts ont été inscrits au cours des 20 rencontres disputées, soit une moyenne de 2,10 buts/match.
| Pos | Joueur                  | Pays        | Buts |
| --- | ----------------------- | ----------- | ---- |
| 1   | Franck Ribéry           | France      | 5    |
| 2   | Pedro Rodríguez Ledesma | Espagne     | 4    |
| 3   | Álvaro Negredo Sánchez  | Espagne     | 3    |
| 4   | Jordi Alba              | Espagne     | 2    |
| 4   | Sergio Ramos            | Espagne     | 2    |
| 4   | Teemu Pukki             | Finlande    | 2    |
| 4   | Olivier Giroud          | France      | 2    |
| 8   | Renan Bressan           | Biélorussie | 1    |
| 8   | Stanislaw Drahun        | Biélorussie | 1    |
| 8   | Egor Filipenko          | Biélorussie | 1    |
| 8   | Timofei Kalachev        | Biélorussie | 1    |
| 8   | Anton Putsila           | Biélorussie | 1    |
| 8   | Dmitry Verkhovtsov      | Biélorussie | 1    |
| 8   | Sergueï Kornilenko      | Biélorussie | 1    |
| 8   | Xavi                    | Espagne     | 1    |
| 8   | Roberto Soldado         | Espagne     | 1    |
| 8   | Juan Mata               | Espagne     | 1    |
| 8   | Kasper Hämäläinen       | Finlande    | 1    |
| 8   | Roman Eremenko          | Finlande    | 1    |
| 8   | Étienne Capoue          | France      | 1    |
| 8   | Abou Diaby              | France      | 1    |
| 8   | Christophe Jallet       | France      | 1    |
| 8   | Samir Nasri             | France      | 1    |
| 8   | Paul Pogba              | France      | 1    |
| 8   | Mathieu Valbuena        | France      | 1    |
| 8   | Karim Benzema           | France      | 1    |
| 8   | Guram Kashia            | Géorgie     | 1    |
| 8   | Alexander Kobakhidze    | Géorgie     | 1    |
| 8   | Tornike Okriashvili     | Géorgie     | 1    |

But contre son camp :
- Igor Shitov (pour la Finlande )
- Joona Toivio (pour la France )